# Liam Lindsay
Liam Lindsay (* 12. Oktober 1995 in Glasgow) ist ein schottischer Fußballspieler, der bei Preston North End spielt.

## Karriere
Liam Lindsay, ein Neffe des ehemaligen Fußballspielers Ricky Gillies, kam im Jahr 2012 zu Partick Thistle. Für den Verein aus Glasgow spielte der Innenverteidiger ein Jahr in der U-17 und Reservemannschaft. Am letzten Spieltag der Saison 2012/13 absolvierte Lindsay sein Debüt beim feststehenden Zweitligameister in der Partie gegen den FC Dumbarton. Nachdem er in der Erstligasaison 2013/14 nicht zum Einsatz gekommen war, wurde Lindsay von Januar bis Juni 2014 an Alloa Athletic verliehen. Dort absolvierte er 10 Zweitligaspiele. Nach seiner Rückkehr zu Partick spielte er am 4. Januar 2015 erstmals in der Scottish Premiership. Im Spiel gegen Dundee United stand Lindsay sogar in der Startelf. Am 29. Januar 2015 wurde der 19-jährige Lindsay trotzdem für fünf Monate an den Airdrieonians FC verliehen. Beim schottischen Drittligisten konnte Lindsay im Spiel gegen den FC Peterhead seinen ersten Profitreffer erzielen, der zugleich der Siegtreffer beim 1:0-Auswärtserfolg war. Zurück in Glasgow absolvierte Lindsay in der Saison 2015/16 insgesamt 25 Ligaspiele und traf einmal ins gegnerische Tor. An den ersten acht Spieltagen der Saison 2016/17 zeigte sich der großgewachsene Innenverteidiger sehr treffsicher und erzielte drei Kopfballtore.
Im Juni 2017 wechselte der talentierte 21-Jährige für eine unbekannte Ablösesumme zum FC Barnsley nach England. Zwei Jahre später wurde er für zwei Millionen Pfund an Stoke City transferiert. Im Februar 2021 heuerte er leihweise bis zum Ende der Saison 2020/21 bei Preston North End an. Für sein neues Team bestritt Lindsay 13 Spiele in der EFL Championship 2020/21 und erzielte dabei 2 Tore. Daraufhin wurde der Innenverteidiger im Juni 2021 auf fester Vertragsbasis von Preston verpflichtet.

## Erfolge
mit Partick Thistle:
- Schottischer Zweitligameister: 2013